# Lương Phi
Lương Phi là một xã thuộc huyện Tri Tôn, tỉnh An Giang, Việt Nam.

## Địa lý
Xã Lương Phi nằm ở trung tâm huyện Tri Tôn, có vị trí địa lý:
- Phía đông giáp xã Châu Lăng
- Phía tây giáp xã Vĩnh Phước và xã Lương An Trà
- Phía nam giáp xã An Tức
- Phía bắc giáp thị trấn Ba Chúc và xã Lê Trì.

Xã Lương Phi có diện tích 41,15 km², dân số năm 2019 là 8.451 người, mật độ dân số đạt 205 người/km².

## Hành chính
Xã Lương Phi được chia thành 8 ấp gồm: An Lương, An Nhơn, An Ninh, An Thành, Ô Tà Sóc, Sà Lôn, Tà Dung, Tà Miệt. 

## Di tích - Thắng cảnh

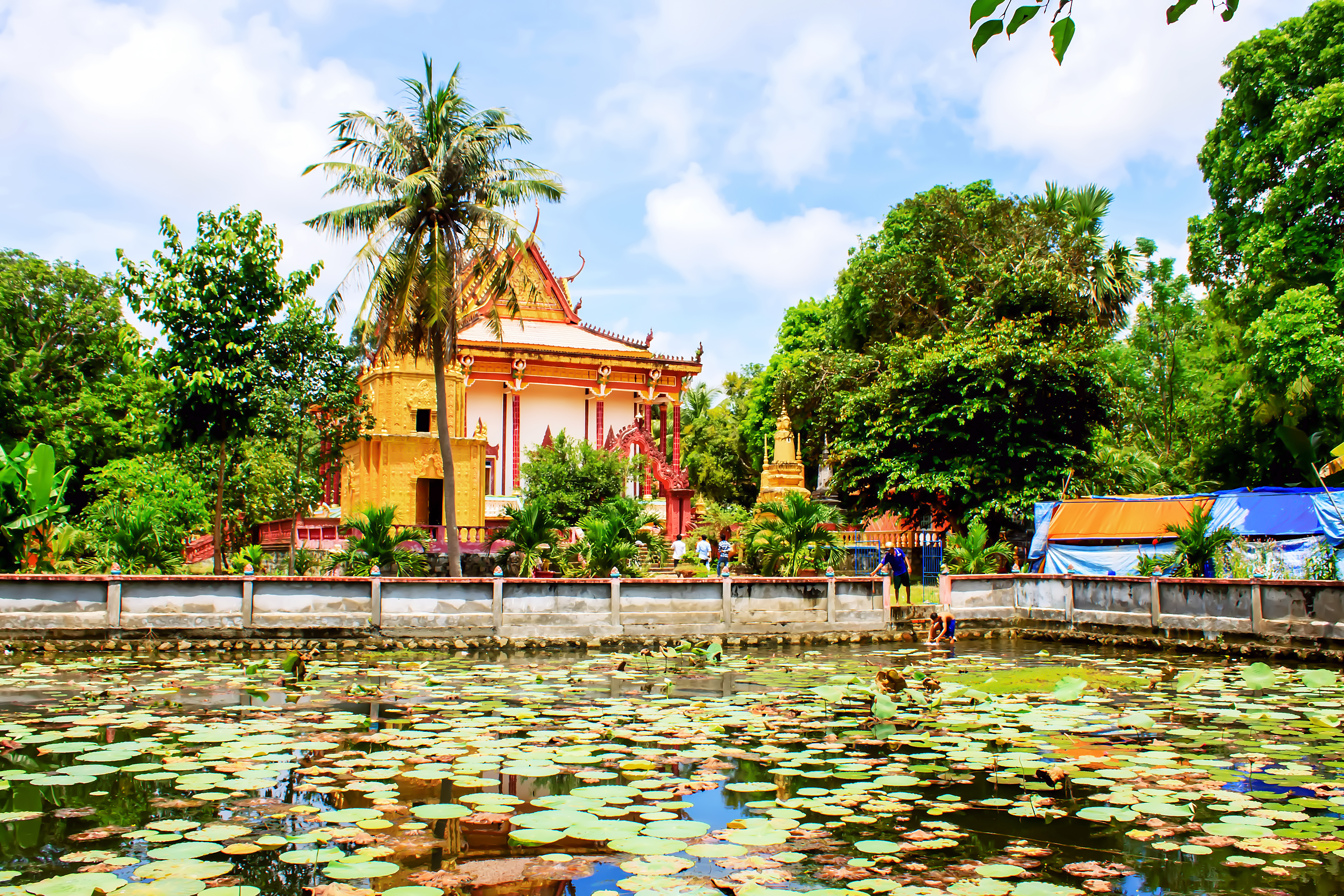
Chùa Tà Miệt ở Lương Phi

## Giao thông
Tuyến giao thông chính: ĐT.955B

## Lịch sử
- Quyết định 56-CP[4] ngày 11 tháng 3 năm 1977 của Hội đồng Chính phủ, hợp nhất huyện Tri Tôn và huyện Tịnh Biên thành một huyện lấy tên là huyện Bảy Núi, xã Lương Phi thuộc huyện Bảy Núi.
- Quyết định 181-CP[5] ngày 25 tháng 4 năm 1979 của Hội đồng Chính phủ điều chỉnh địa giới và đổi tên một số xã và thị trấn huyện Bảy Núi thuộc tỉnh An Giang, xã Lương Phi đổi tên thành xã An Thành
- Quyết định 300-CP[6] ngày 23 tháng 8 năm 1979 của Hội đồng Bộ trưởng chia chia huyện Bảy Núi thành hai huyện lấy tên là huyện Tri Tôn và huyện Tịnh Biên, xã An Thành thuộc huyện Tri Tôn.
- Sau này, xã An Thành được đổi tên lại thành xã Lương Phi[cần dẫn nguồn].